# Ein Schloß am Wörthersee
Ein Schloß am Wörthersee è una serie televisiva  austro-tedesca prodotta dal 1990 al 1993 da Lisa Film. Tra gli interpreti principali, figurano Andrea Heuer, Julia Kent, Roy Black, Julia Biedermann, Manfred Lehmann, Pierre Brice, Uschi Glas, Henry van Lyck, Christine Schuberth, Andrea Heuer, Julia Kent, ecc.
La serie si compone di 3 stagioni, per un totale di 33 episodi.
La serie venne trasmessa in prima visione dall'emittente televisiva RTL plus. Il primo episodio, intitolato Der Ehrengast, fu trasmesso in prima visione il 17 ottobre 1990; l'ultimo, intitolato Teddy räumt auf, fu trasmesso in prima visione il 12 febbraio 1993.

## Trama
Leonhard Berger riceve in eredità un castello-albergo a Velden, località sul Wörthersee, lago della Carinzia, ed è ora deciso a rimodernare l'antica struttura.
Berger intreccia dei flirt con la direttrice dell'albergo Anja Weber e con la cameriera berlinese Ida Jellinek.

## Episodi
| Stagione         | Puntate | Prima TV Germania | Prima TV Italia |
| ---------------- | ------- | ----------------- | --------------- |
| Prima stagione   | 10      | 1990              | inedita         |
| Seconda stagione | 11      | 1991              | inedita         |
| Terza stagione   | 12      | 1991              | inedita         |

## Guest-star
Tra le numerose guest-star apparse nella serie, figurano (in ordine alfabetico):
- Marijke Amado[2]
- Linda Gray[2]
- Larry Hagman[2]
- Harald Juhnke[2]
- Hildegard Knef[2]
- Mike Krüger[2]
- Telly Savalas[2]
- Ralf Wolter[2]
- Klausjürgen Wussow[2]